# Olindo Galli
Olindo Galli (né Lindo Galli le 11 février 1900 à Tivoli, province de Rome dans le Latium et mort en 1983 dans la même ville) est un footballeur italien de l'entre-deux-guerres, qui évolua au poste de milieu de terrain et joua notamment pour la SS Lazio. Il devient par la suite maire de Tivoli de 1952 à 1954.

## Biographie

### Joueur et entraineur de football
Olindo Galli est né via Sibilla à Tivoli – fils d'Alfonso Galli et de Domenica Mattei, tous les deux paysans – et a grandi dans les alentours de la ville. Il devient joueur de football, principalement au poste de milieu de terrain, dans les années 1920 formé dans le club de sa ville natale le S.S. Tivoli Calcio 1919 (où il permet à son club, en tant que titulaire, de devenir champion de la série 2 en 1922-1923) avant d'intégrer l'équipe de la Lazio de Rome pour laquelle il a joué durant deux saisons et marqué neuf buts. Cédé par la Lazio à l'été 1927, il jouera également par la suite pour le club ombrien du Foligno Calcio avant de finir sa carrière à Tivoli et dans un club mineur de Rome.
En tant qu'entraineur, il s'occupe de l'équipe de Tivoli Calcio durant la saison 1948-1949 qui évolue cette année-là en série C (3e division).

### Engagements et carrière politique
Durant la Seconde Guerre mondiale, Olindo Galli fait partie des partisans italiens de la région de Tivoli, ville dont il deviendra maire de 1952 à 1954 sur les listes du Parti communiste italien. Durant son mandat, il s'occupe principalement des questions d'alimentation en eau et électricité de la ville, entrant particulièrement en conflit avec l'entreprise hydro-électrique de la municipalité de Rome, l'Acea qui gère les eaux de l'Aniene, le fleuve passant par Tivoli.

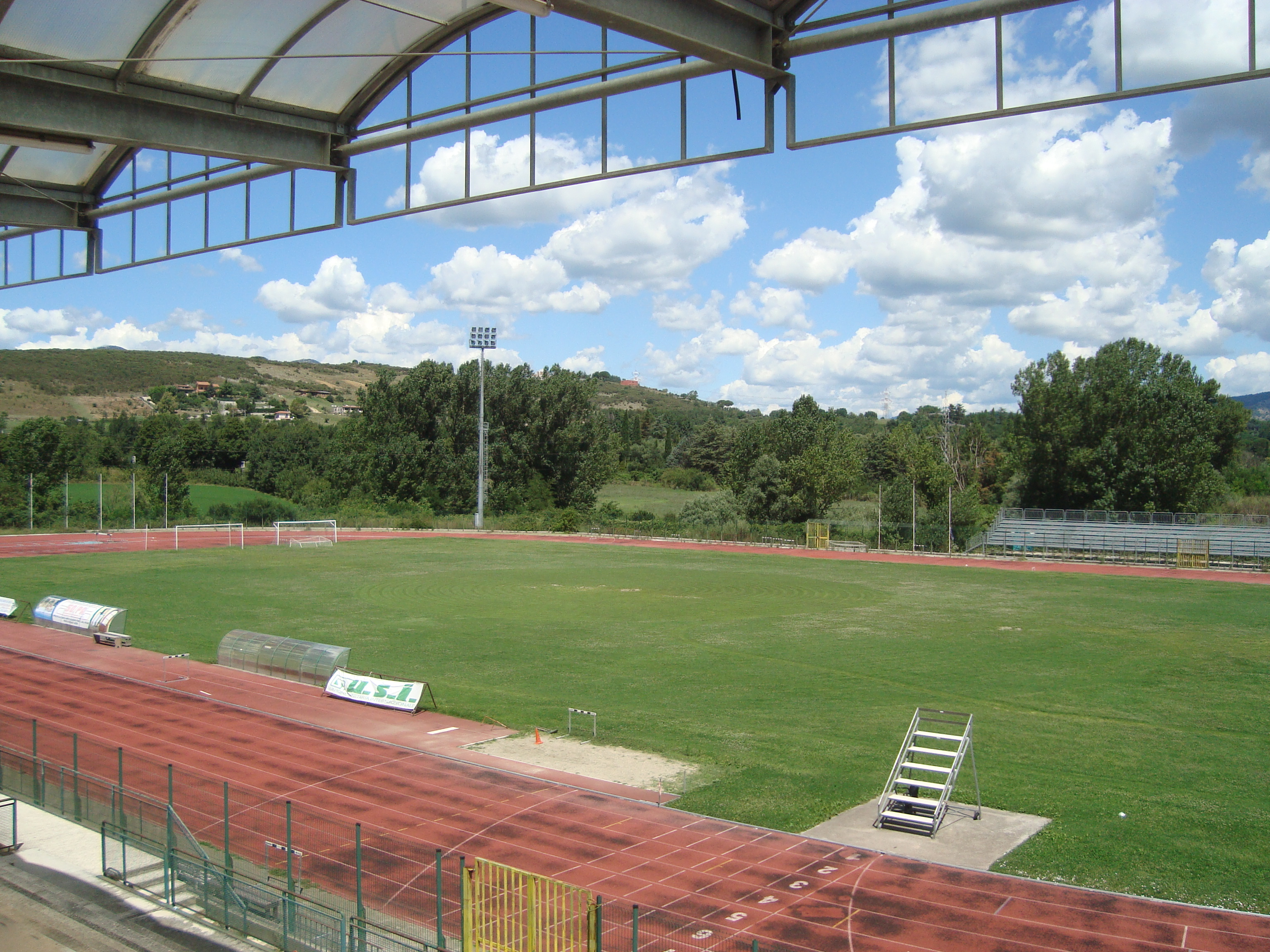
Le stade Olindo-Galli à Tivoli.

Le stade principal de Tivoli (d'une capacité de 3 500 places assises), situé à la frazione d'Arci sur la via Empolitana, porte son nom en hommage.

## Carrière de joueur
- 1922-1925 : S.S. Tivoli Calcio 1919 – Champion 1922-1923 en série B (2e division).
- 1925-1927 : SS Lazio
- 1929-1930 : Foligno Calcio
- 1930-1931 : S.S. Tivoli Calcio 1919
- 1933-1934 : Juventus Roma